# ニコラ＝トゥサン・シャルレ
ニコラ＝トゥサン・シャルレ（Nicolas-Toussaint Charlet、1792年12月20日 – 1845年10月30日）はフランスの画家、版画家である。フランス革命戦争で亡くなった兵士の息子で、18世紀初めの戦争に関わる絵画、版画を描いた。

## 略歴
パリで生まれた。父親はフランス革命に、サンブル・エ・ミューズ連隊(Armée de Sambre-et-Meuse)に兵士とした加わり、シャルレが6歳であった1798年9月に戦死した。父親の故郷で十分な教育を受けることなく育てられ、パリで役人になり、新兵検査の仕事などをしていたが、フランス復古王政の時代になった1816年に仕事を失った。
ジャック＝ルイ・ダヴィッドの弟子たちを継承していたアントワーヌ＝ジャン・グロの工房に1817年に入った。版画作品が人気になり、水彩画や素描でも人気を得るようになった。
当時の人々の記憶に新しい、フランス革命やナポレオン戦争時代の人々を描いて、フランス人の共感を得て、多くの版画集を出版した。
1838年に、エコール・ポリテクニークの教授に任命され、漫画家（cartoonist）のアメデ・ド・ノエや画家、版画家のテオドール・ヴァレリオらがシャルレの教室で学んだ。

## 作品

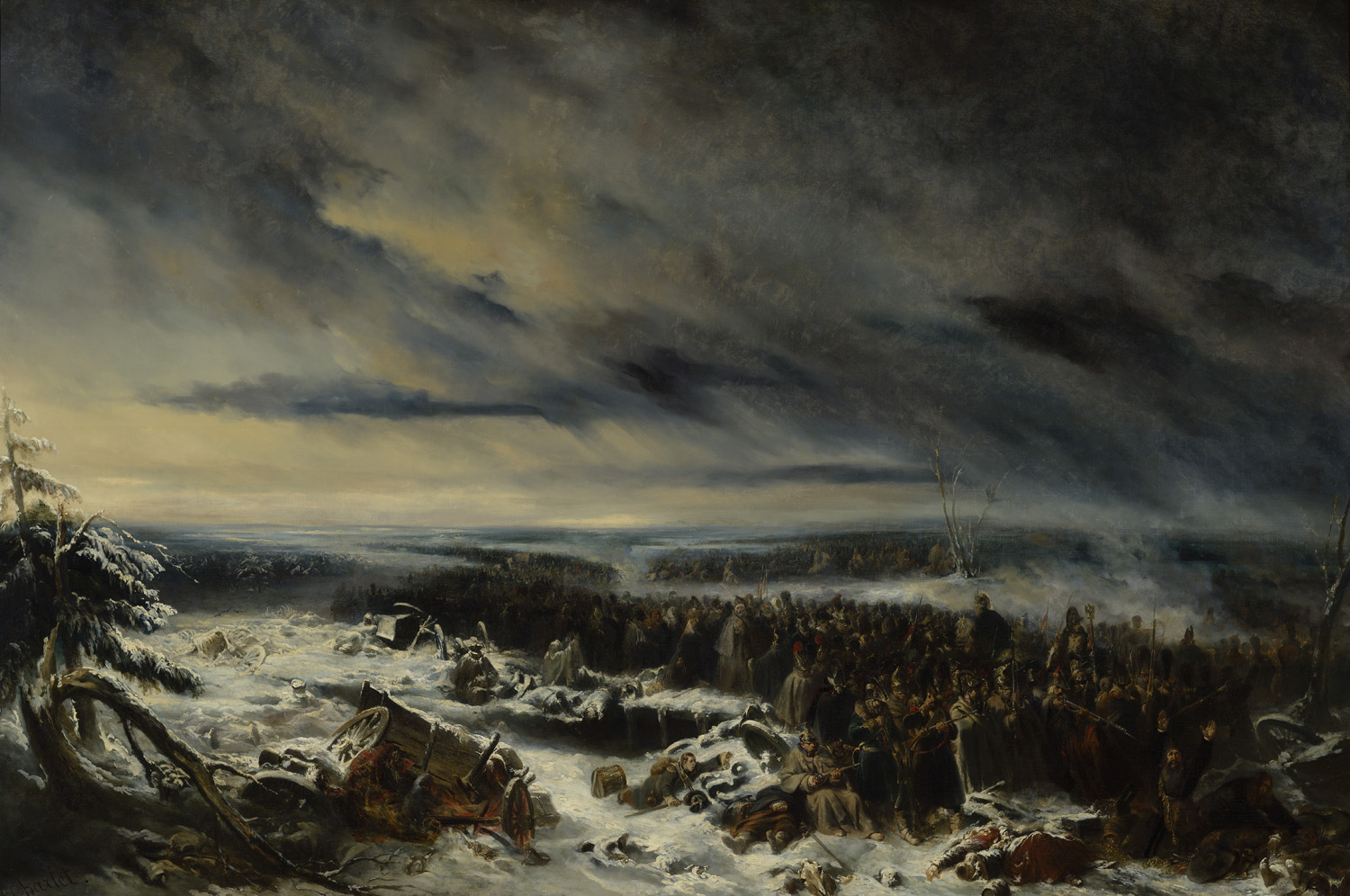
「ロシアからの撤退」 (1836)
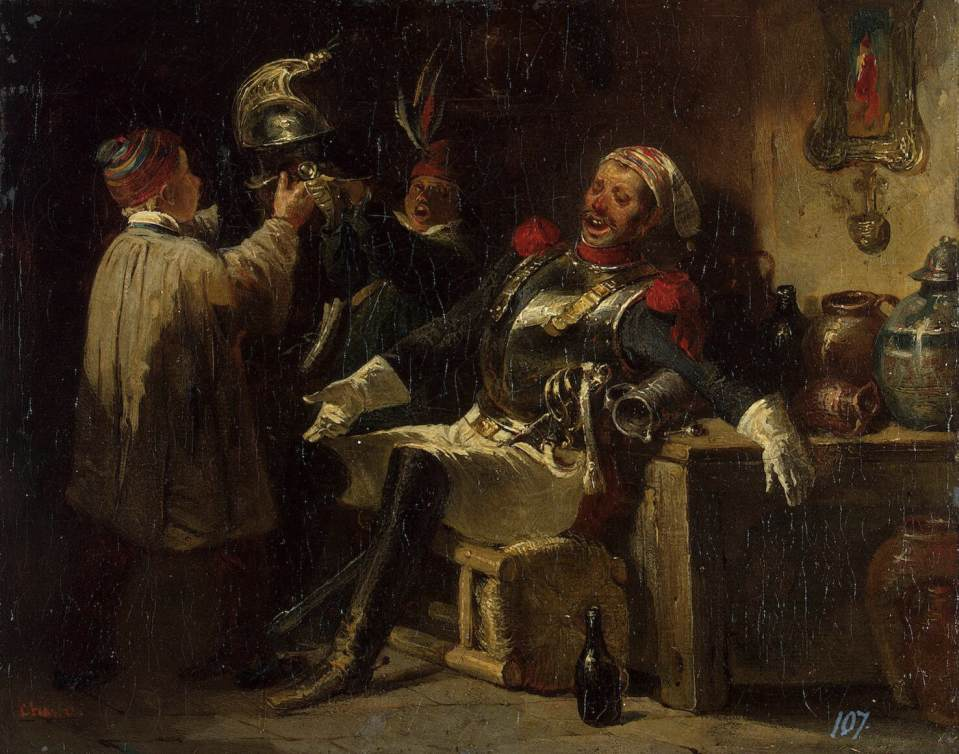
「兵士と少年」 (c.1840)
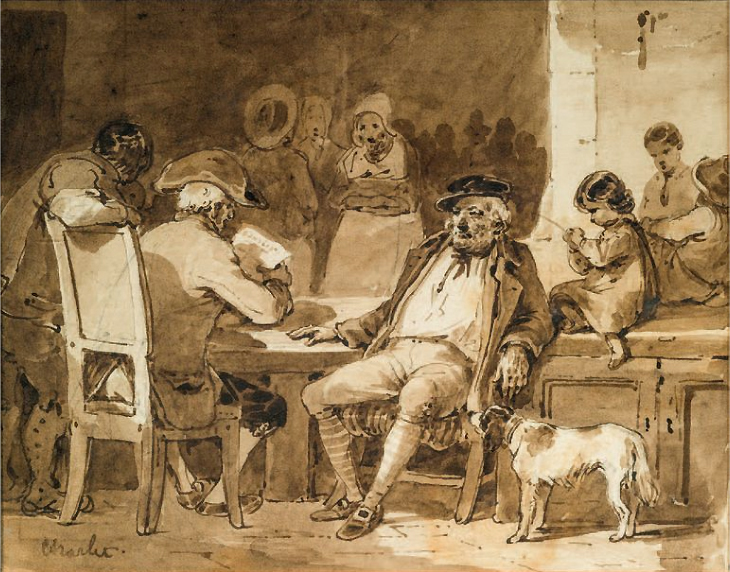
最新のニュース

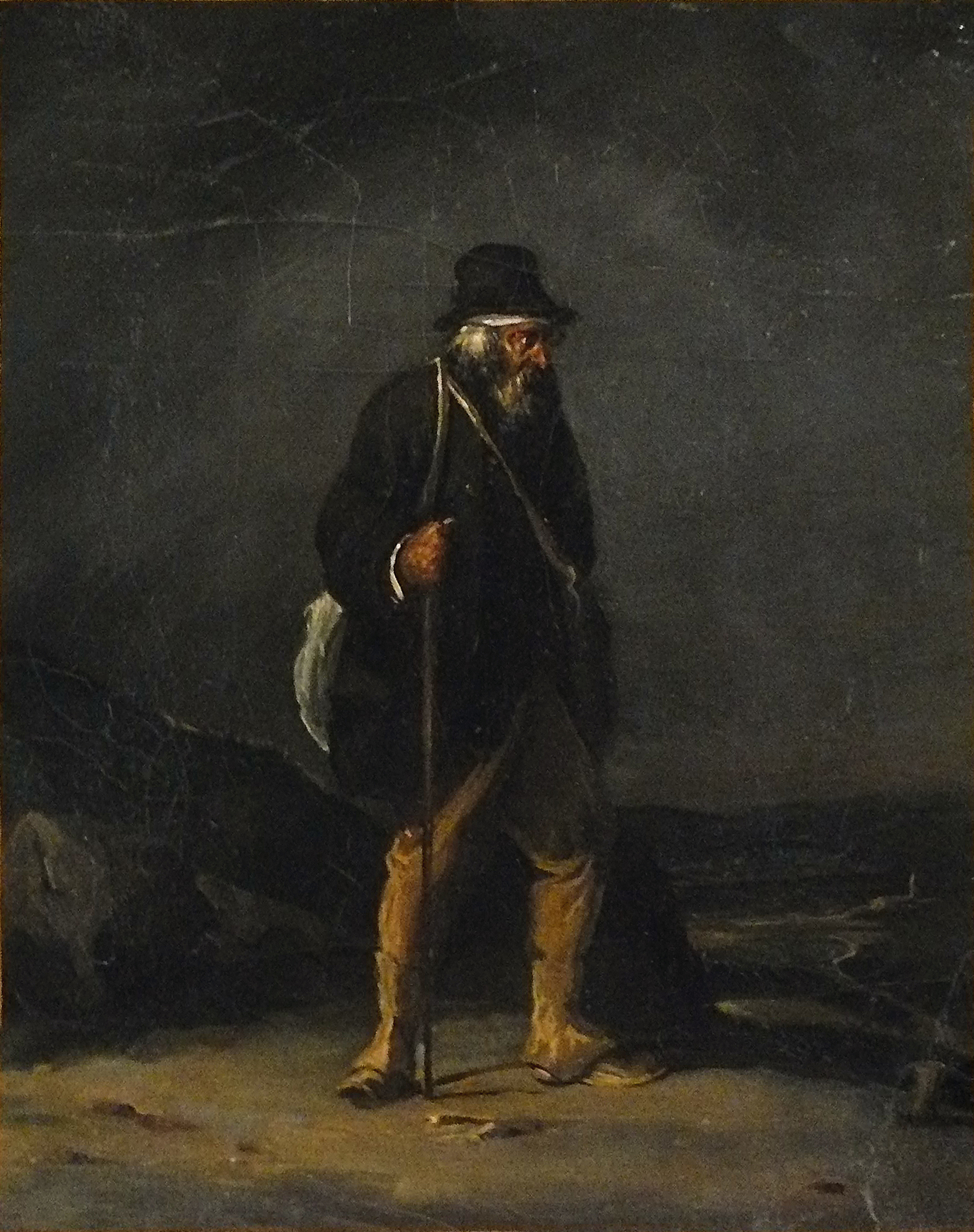
Vagabond
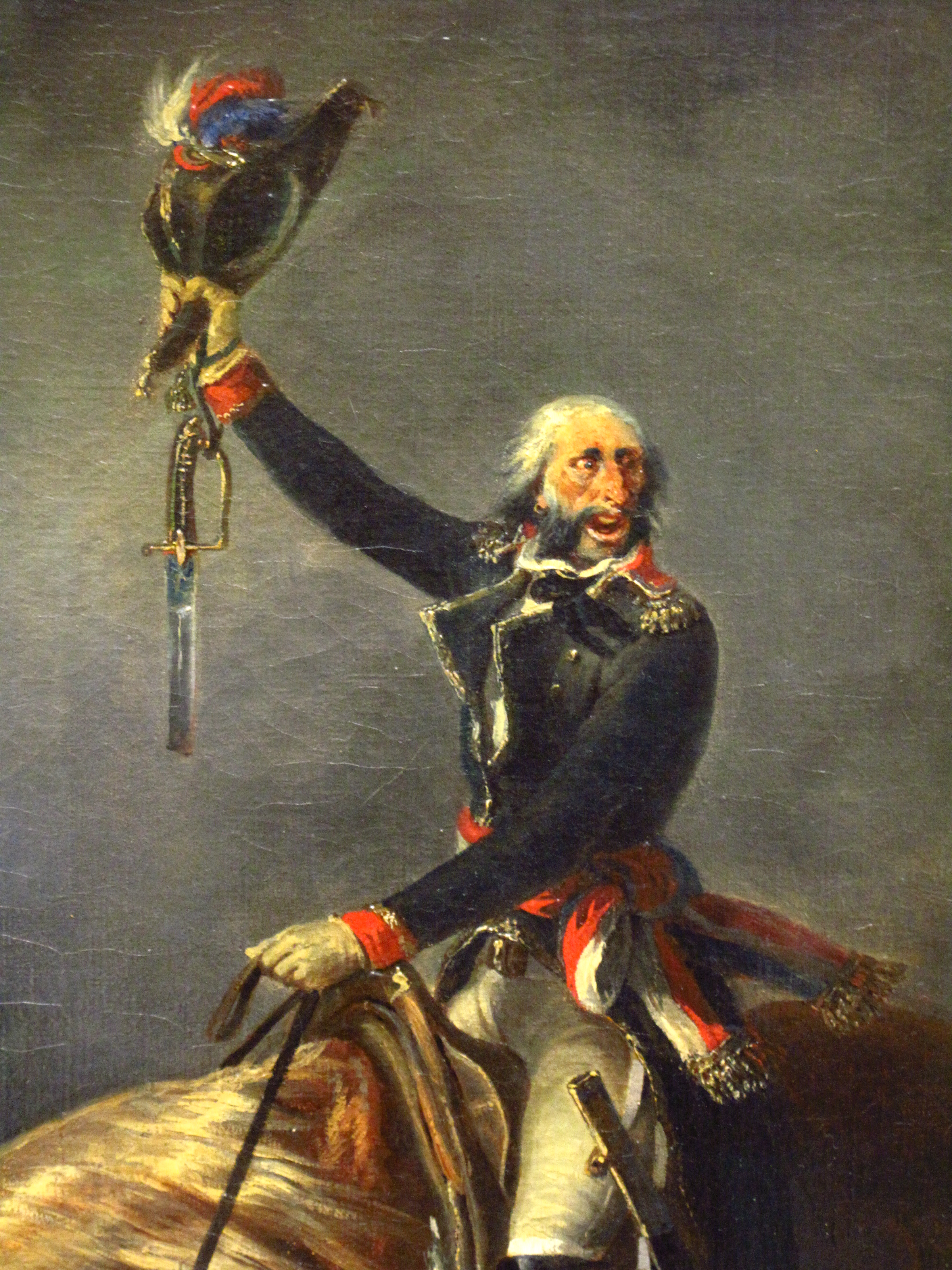
メルラン・ド・チヨンビル-革命家
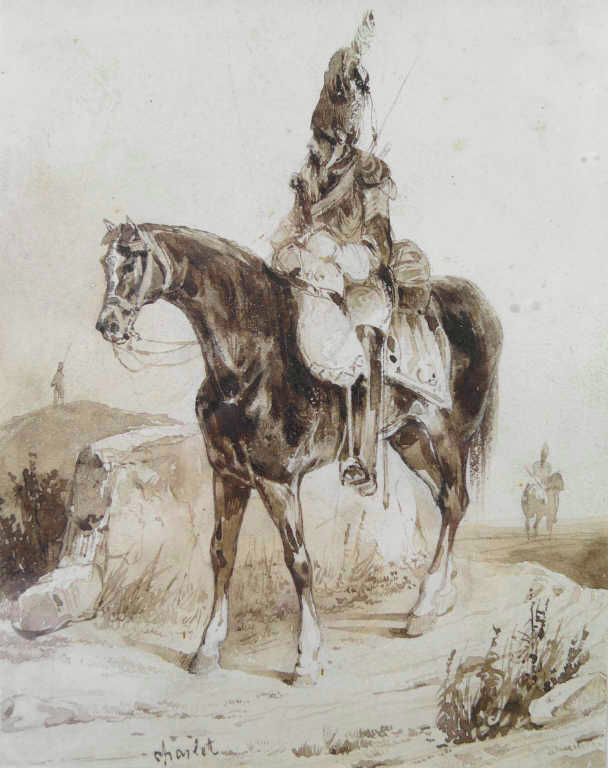
哨戒中の近衛擲弾兵
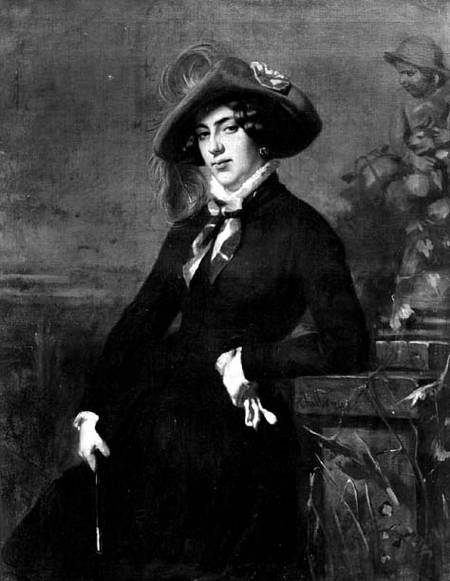
ローラ・モンテス